# Редешть (Галац)
Редешть, Редешті (рум. Rădești) — село у повіті Галац в Румунії. Входить до складу комуни Редешть.
Село розташоване на відстані 224 км на північний схід від Бухареста, 74 км на північ від Галаца, 121 км на південь від Ясс.

## Населення
За даними перепису населення 2002 року у селі проживали 1399 осіб, усі — румуни. Усі жителі села рідною мовою назвали румунську.